# ミッションブロー
ミッションブローとは、自動車の変速機が壊れることである。

## 概要

### マニュアルトランスミッション
市販車においても、クラッチ操作が不十分でかつ回転数を合わせず無理矢理シフトダウンしギアを叩き込むなど、変速機に大きな負担をかけた操作をしたときに起きることがある。ギアが欠けたときにはトランスミッションを分解して、破損したギアおよびその破片で損傷を受けた他の部品の交換が必要になる。ギアの破片がトランスミッション・ケースを貫通してオイルが抜ける場合を除き、大半は一部のギアが欠けるのみなので走行不能までに陥る事は少ない。

### オートマチックトランスミッション
ATFの定期交換を全くしない、マニュアルライクな運転（自動変速機構を無視しMTと同様に“L→2→D3→D4”とシフトアップする、マニュアルモードがある場合それを使う）をしているにも拘らずATFの交換サイクルを早めない、ホイールスピン状態（Nレンジに気付かずにアクセルを踏み込み、そのままの状態で慌ててDレンジに入れるなど）になる、ATFの交換を長年放置し続けてきている状態で突然新品のATFに交換する（溜まっていたスラッジが一気に抜け、残ったスラッジが油圧ポンプに一斉に流入し詰まらせる）と発生する。
故障が発生した時には、元々耐久性に欠ける事に加えて、構造が複雑ゆえに欠けた部品の破片が自動クラッチ操作に必要な油圧ポンプを詰まらせ、フルード（変速機油）が攪拌されて沸騰し噴き出す。 
このため、自走不能になる事が多い。また、大抵の場合は変速機の単体部品が入手困難で、トルクコンバータや油圧ポンプなどを含んだミッションアセンブリ（ASSY）全体の交換が必要になる。その為、マニュアルトランスミッションよりもはるかに修理費用がかかるケースが多い。
なお、スチールベルト式CVTの破損形態はベルト断裂であることが多く、破損した瞬間から動力の伝達が断たれてしまう。一般に、遊星歯車式オートマチックトランスミッションより耐久性が劣ると考えられているため、ホイールスピンさせるなど、急の付く動作は避けるべきである。